# Ravno zrcalo
Ravno zrcalo je ravna glatka površina koja odbija svjetlost, pritom je dobivena slika predmeta prividna (virtualna), uspravna i jednake veličine kao predmet koji se zrcali.
Pustimo li uzak pramen Sunčevih zraka na ravno zrcalo, pramen zraka će se odbiti kao i lopta koja udari u zid. Fizikalno tijelo s glatkom površinom, koje odbija zrake svjetlosti zove se zrcalo. Svjetlost koja pada na takvo zrcalo odbija se tako da je kut upadanja jednak kutu odbijanja. Kut upadanja je kut što ga čini zraka s okomicom u točki upadanja, a kut odbijanja je kut što ga čini odbijena zraka s istom okomicom. Te zrake leže u ravnini koja je okomita na ravninu zrcala. To je zakon refleksije ili zakon odbijanja svjetlosti.
U ravnom zrcalu možemo zbog refleksije vidjeti sliku predmeta od kojeg dolaze zrake svjetlosti. Čini se kao da se slika u ravnom zrcalu nalazi iza zrcala. Ta se slika ne može uhvatiti na zastoru, pa se zove prividna ili virtualna slika. Pramen zraka koji izlazi iz točke A dolazi nakon refleksije u naše oko. Produljimo li te zrake iza zrcala, one će se sjeću u točki A’ koja je slika točke A. Iz slike vidimo homocentričan (sa zajedničkim središtem) snop zraka svjetlosti ostaje homocentričan i poslije refleksije, to jest zrake koje dolaze iz izvora A odbijaju se tako kao da izlaze iz slike A’.

## Geometrijska optika
U geometrijskoj optici zanemaruje se valna priroda svjetlosti, a temeljni je pojam svjetlosna zraka. U nekom sredstvu svjetlost može biti djelomično ili potpuno apsorbirana (upijena) ili transmitirana (propuštena), a na granici sredstava reflektirana (odbijena) ili pak podliježe refrakciji (lomu). Osnovni su zakoni geometrijske optike zakon pravocrtnoga širenja svjetlosti, zakon neovisnosti svjetlosnih zraka, zakon refleksije i zakon loma. Osvijetljenost plohe povećava se ako na nju pada svjetlost iz dvaju ili više izvora. Pri refleksiji (odbijanju) svjetlosti upadni je kut jednak kutu refleksije, a upadna i reflektirana zraka leže u istoj ravnini, okomitoj na plohu refleksije. Lom (refrakcija) svjetlosti zbiva se pri prijelazu iz jednog optičkoga sredstva u drugo, a upadni kut α1 i kut loma α2 povezani su Snellovim zakonom loma: 
{\displaystyle n_{1}\cdot \sin \theta _{1}=n_{2}\cdot \sin \theta _{2}\ }
gdje je: n - indeks loma (refrakcija). Pri prijelazu iz optički rjeđeg u optički gušće sredstvo zraka se istodobno i lomi i reflektira. Zakon loma očituje se kod planparalelne ploče (pomaknuta slika), optičke prizme (na primjer otklon upadne zrake) i leće (na primjer kod mikroskopa i dalekozora). Svojstva leće iskazuje jednadžba:
{\displaystyle {\frac {1}{S_{1}}}+{\frac {1}{S_{2}}}={\frac {1}{f}}}
gdje je: S1 - udaljenost predmeta od leće, S2 - udaljenost slike od leće, a f - žarišna duljina, pozitivna za sabirne, a negativna za rastresne leće. Slika predmeta koju stvara leća može biti uvećana ili umanjena, realna ili virtualna, te uspravna ili obrnuta. Zraka koja iz optički gušćega sredstva indeksa loma n2 pada na granicu s optički rjeđim sredstvom indeksa loma n1, pod kutom većim od graničnoga: 
{\displaystyle \sin \theta _{g}={\frac {n_{2}}{n_{1}}}}
u potpunosti se reflektira. To je totalna refleksija. Ona omogućuje obrtanje slike u različitim optičkim sustavima, a čini i osnovni mehanizam širenja svjetlosti kroz optička vlakna (svjetlovode).